# Iguanodectes gracilis
Iguanodectes gracilis är en fiskart som beskrevs av Géry, 1993. Iguanodectes gracilis ingår i släktet Iguanodectes och familjen Characidae. Inga underarter finns listade i Catalogue of Life.